# Veicoli militari per usi speciali
Alcuni veicoli militari hanno compiti non legati direttamente alle funzioni tattiche, strategiche o logistiche, quindi vengono raggruppati come veicoli per usi speciali, in genere questi veicoli sono assegnati organicamente ad unità del genio, quindi alcuni vengono indicati anche come veicoli da combattimento del genio. Data la varietà delle missioni a cui possono essere chiamati non è possibile darne una morfologia generale, dato che possono essere tanto ruotati quanto cingolati e come protezione variano da quella dei carri armati a una blindatura leggera atta solamente a proteggere gli occupanti dal tiro di armi portatili.

## Sviluppo
Le origini di questi veicoli si pongono nel periodo fra le due guerre mondiali, quando, con lo sviluppo delle grandi unità corazzate, apparvero chiare le necessità di un supporto per queste unità molto maggiore di quello necessario nel corso della prima guerra mondiale per le unità di fanteria. Nel corso della seconda guerra mondiale si delinearono chiaramente le missioni per cui era richiesto (o, almeno, era molto opportuno) l'intervento di veicoli speciali: in particolare sminamento, recupero di veicoli pesanti (carri armati) incidentati o danneggiati, predisposizione di ponti di fortuna in presenza di reazione nemica. Un uso particolare di questi veicoli fu la demolizione di ostacoli, realizzata montando un obice di calibro relativamente elevato nella torretta di un carro armato.
Organicamente i veicoli per usi speciali nell'esercito tedesco erano presenti a livello di corpo d'armata, mentre nell'esercito britannico erano raggruppati nella 79th Armoured Division, mentre i veicoli per la riparazione dei carri erano distribuiti a livello REME di armata o di corpo d'armata. In genere nell'Esercito Statunitense i veicoli per usi speciali erano distribuiti a livello di corpo d'armata.
Mentre nel corso della Seconda guerra mondiale questi veicoli erano adattamenti, spesso effettuati sul campo, di veicoli (generalmente cingolati o semicingolati) esistenti, successivamente si sono sviluppati come veicoli da combattimento veri e propri ed attualmente sono indicati come veicoli da combattimento del genio più che come veicoli per usi speciali. Parallelamente allo sviluppo come veicoli specializzati sono anche sviluppate altre missioni per questi veicoli.

## Missioni dei veicoli per usi speciali
Le missioni dei veicoli per usi speciali sono praticamente quelle per cui non è tatticamente conveniente utilizzare un veicolo non specializzato o per cui l'uso di un veicolo con compiti più generali non sarebbe conveniente dal punto di vista economico.

### Sminamento
Per tutta la seconda guerra mondiale è stato cercato, soprattutto da parte degli Stati Uniti, di realizzare un sistema che, applicato ai carri armati, permettesse a questi di aprire un corridoio in un campo minato. In genere il meccanismo finalizzato alla detonazione delle mine prima che queste fossero impegnate dal carro doveva avere le seguenti caratteristiche
- probabilità di neutralizzare le mine presenti sufficientemente elevata
- posizionamento tale che l'esplosione della mina non danneggiasse il veicolo che utilizzava il meccanismo
- il meccanismo non doveva ridurre la capacità di manovra del mezzo che lo utilizzava
- il meccanismo non doveva ridurre la capacità di reazione al fuoco nemico del veicolo che lo utilizzava

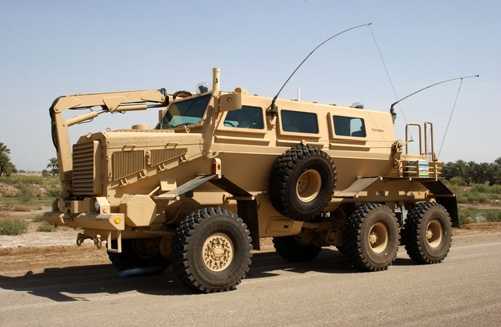
Moderno mezzo per lo sminamento, il Buffalo

La prima caratteristica richiedeva un meccanismo che facesse esplodere le mine o che le portasse alla superficie (in modo tale che potessero essere facilmente asportate dalla fanteria o dal genio). Un meccanismo che facesse esplodere le mine doveva esercitare sul terreno una pressione sufficiente ad attivare il meccanismo di detonazione delle mine anticarro, predisposto ad attivarsi solo in presenza di una pressione nettamente superiore a quella che poteva essere esercitata da un uomo a piedi. Questo comportava che il meccanismo di sminamento avesse una massa notevole oppure che urtasse il terreno con una certa violenza praticamente in modo continuo. I meccanismi portavano le mine alla superficie dovevano smuovere il terreno per una certa profondità o una certa larghezza, quindi esercitavano sul mezzo che li utilizzava una forza di reazione estremamente elevata. Nel corso della guerra gli Stati Uniti svilupparono una serie di meccanismi, qui ne vengono elencati solo i più significativi per le varie tipologie
- Pancake Device, si trattava di una copia di bracci anteriori, lunghi circa 6,5 m (22 ft), fissi (portati di solito da un carro M4 Sherman) con una catena senza fine che facevano cadere davanti al carro una carica esplosiva che provocava, con l'onda d'urto della sua esplosione, l'esplosione delle mine per un certo raggio, con il carico normale di un M4 (160 cariche) si apriva un corridoio lungo circa 240 m.
- T1E1, un meccanismo composto da 3 serie di rulli di 2,5 m di diametro, ognuno con 6 dischi verticali di 50 mm circa (2 in) di spessore spaziati di una piccola quantità. Il meccanismo era spinto da un carro recupero M32. Il meccanismo (pesante più di 16 t) richiedeva l'uso della gru del mezzo per cambiare direzione. Ne furono prodotti 75 ed inviati in Europa nel 1944.
- T1E3 Aunt Jemina fu l'ultima evoluzione di questo tipo di sminatore, formato da 5 dischi di 2,5 m (8 ft) di diametro, aveva il vantaggio che i dischi potevano essere mossi dal motore del carro (uno Sherman) per mezzo di catene multiple collegate alle ruote anteriori (motrici) del carro stesso. Ne furono costruiti 200 nel corso del 1944.
- T3, derivato dagli Scorpion (scorpione) e Crab (granchio) britannici, era formato da due bracci sporgenti che sostenevano un telaio cilindrico, mosso da un motore autonomo, a cui erano collegate catene che flagellavano il terreno davanti al carro, facendo così esplodere le mine. La velocità di rotazione del telaio era di 75-90 giri/minuto. Ne furono costruiti un totale di 41.
- T5E3, basato su un aratro con 20 rebbi ed una lama per rovesciare la terra davanti al veicolo che lo spingeva. I rebbi estraevano le mine dal terreno e la lama (a forma di V) le spingeva ai lati del percorso liberato dal veicolo. IL peso di questo mezzo era di circa 4 t (9000 lb), ne furono prodotti 100 e furono gli unici sminatori usati nel teatro del Pacifico.
- T12 Si basava sul lancio di munizioni per il mortaio da 60 mm inserite su pali e lanciate come razzi da un carro M4E6 privato della torretta. Il lancio simultaneo dei proiettili provocava l'esplosione delle mine per effetto delle onde di pressione generate dallo scoppio dei proiettili stessi, generando un percorso libero largo 6 metri che iniziava circa 45 m davanti al carro ed aveva una lunghezza di circa 60 m.
- T15, era un carro armato realizzato in modo tale da essere invulnerabile allo scoppio di mine, con un peso di 33 t era uno Sherman senza torretta, ma con parti di blindatura saldate sotto lo scafo ed i supporti delle ruote rinforzati.

Successivamente alla Seconda guerra mondiale sono stati sviluppati meccanismi per l'apertura di varchi in campi minati simili a quelli descritti sopra, comunque in linea di massima il forzamento di campi minati è diventato un compito del genio, che opera con i suoi veicoli appositamente attrezzati, soprattutto affidandosi all'uso di esplosivi che permettano di aprire un varco facendo esplodere le mine "per simpatia".

### Veicoli gettaponte

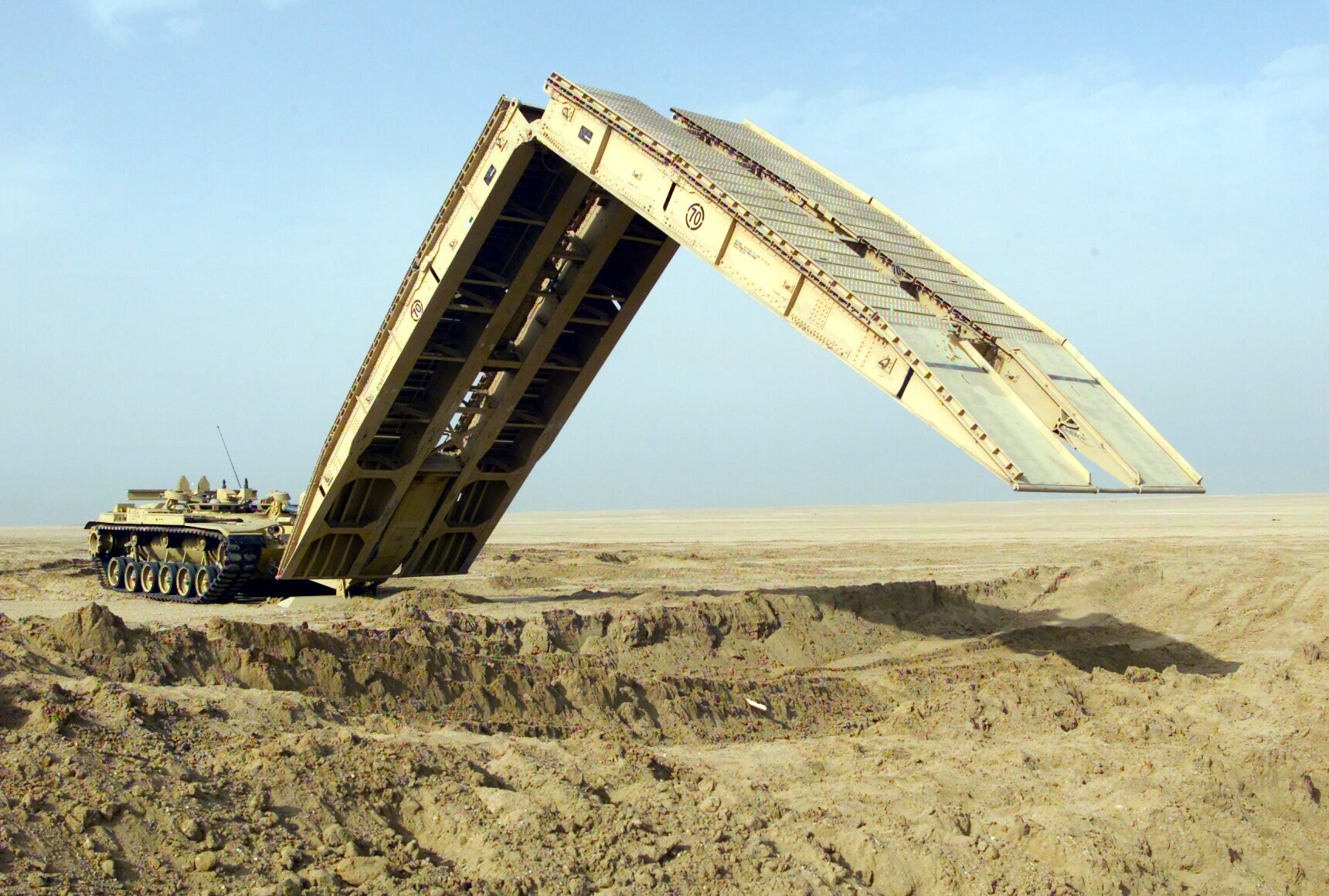
Un carro M60 Patton posa un ponte a forbice

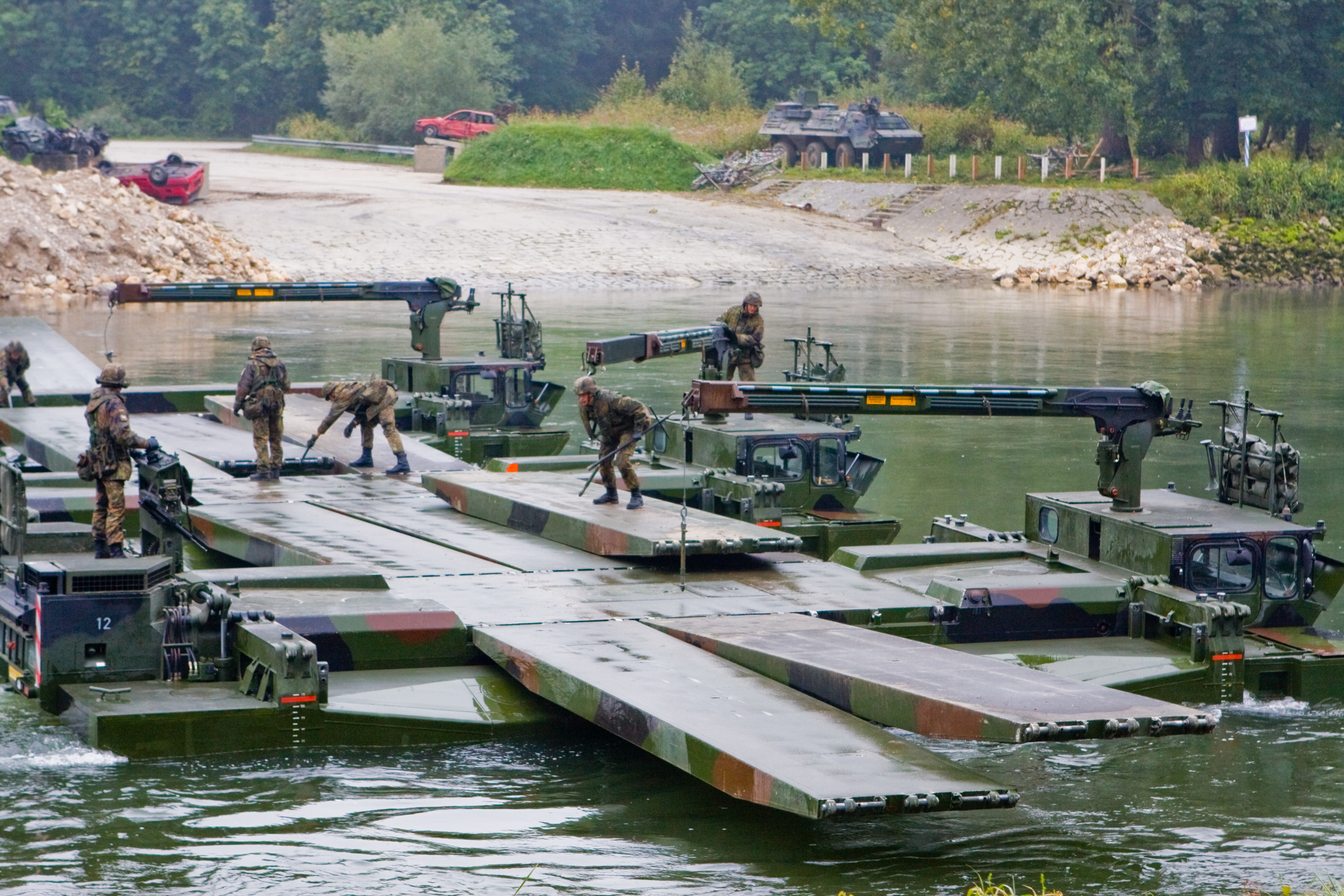
Il Veicolo militare anfibio M3 Amphibious Rig durante un'esercitazione

Un veicolo gettaponte militare è un mezzo corazzato attrezzato per la posa di ponti temporanei attraverso piccoli fossati, generalmente non oltre i 20 m di larghezza, per permettere il passaggio di mezzi anche di considerevole peso. Sono usati anche per superare ostacoli di diversa natura come ad esempio scarpate o passaggi dal fondo talmente irregolare da non permettere il passaggio ai mezzi dell'esercito come ad esempio fosse o siti paludosi. Fra i veicoli gettaponte esistono anche modelli in grado di unirsi l'uno all'altro per formare un ponte di barche per permettere l'attraversamento di corsi d'acqua anche molto ampi. Alcuni di questi hanno la particolarità di essere anfibi e addirittura di potersi trasformare in piccoli traghetti, come ad esempio il tedesco M3 Amphibious Rig.

### Costruzioni campali
Per le costruzioni campali in prima linea spesso sono necessari bulldozer (anche di tipo corazzato) o ruspe per creare fossati o terrapieni in tempi brevi e senza l'utilizzo di notevoli quantità di manodopera. Dato che spesso queste operazioni devono essere svolte in prossimità del nemico, i veicoli che le compiono devono essere protetti almeno nei confronti del fuoco di armi leggere, quindi attualmente queste attività sono svolte dai veicoli da combattimento del genio, appositamente attrezzati e protetti. Nel corso della Seconda guerra mondiale in genere furono modificati veicoli (particolarmente carri armati) già esistenti per fornirli di lame da bulldozer o di escavatori. Data la loro notevole esperienza nel campo i più prolifici di tali modifiche furono gli Stati Uniti, che dall'inizio della guerra fino a oggi hanno prodotto lame per bulldozer da adattare a tutti i carri armati. Invece nel campo dei veicoli specializzati, praticamente hanno utilizzato tutti i bulldozer per uso civile militarizzandoli.

### Recupero e riparazione di veicoli pesanti
La prima azione bellica in cui furono usati i carri armati fu la Battaglia della Somme, il 15 settembre 1916. In quell'occasione 32 carri armati, schierati su un fronte di 8 km, avanzarono verso le trincee nemiche, dopo pochi metri il 50% dei veicoli era fermo, o per offesa nemica, o per guasti meccanici. Quindi, fin dai primi minuti dell'impiego di questa nuova arma, apparve chiaro che era necessario organizzare un sistema di recupero per i mezzi incidentati. Tuttavia, solo nel periodo fra le due guerre mondiali iniziò lo studio di veicoli studiati appositamente per il recupero dei carri armati danneggiati o incidentati.
All'inizio della seconda guerra mondiale i tedeschi erano orientati all'utilizzo di semicingolati per il recupero dei carri danneggiati (notare che la massa dei carri tedeschi era data da Panzer I, II e 38(t)), ma, nel corso della guerra, aumentando il peso dei carri in linea, furono costretti ad utilizzare veicoli sempre più pesanti, arrivando fino al Bergepanther, derivato dal Panzer V Panther.
Invece in campo alleato, quando il carro M3 Lee/Grant fu sostituito nella linea di combattimento dal molto superiore M4 Sherman, diversi scafi furono utilizzati come veicoli recupero sia dai britannici (BARV e ARV) sia dagli americani (M31), e successivamente furono adibite a questo ruolo le prime versioni dell'M4 (M32).
Successivamente alla Seconda guerra mondiale praticamente ogni MBT ebbe un veicolo da recupero apposito.

### Supporto del genio
I veicoli da combattimento del genio presentano forse la più ampia gamma di tipologie nell'ambito dei veicoli da impiego tattico, andando dal carro armato al carro armato da combattimento armato con bocche da fuoco a tiro curvo (Crusader CS, Churchill CS, FV 4003) fino a veicolo derivati dai veicoli trasporto truppe fino a veicoli studiati appositamente per questo impiego, quindi forniti di attrezzature particolari e che non presentano più nessuna somiglianza morfologica con altre tipologie di veicoli.
Questi veicoli, anche se in alcuni casi apparvero già nella seconda guerra mondiale, come il Sd.Kfz. 251 e di carri di supporto britannici, in realtà furono concepiti come tipologia autonoma negli anni '60, quindi le prime realizzazioni di veicoli nati con le caratteristiche necessarie per questi sono della seconda metà di tale periodo. Il primo veicolo standardizzato come CEV (Combat Engineer Vehicle - Veicolo da combattimento del genio) negli Stati Uniti fu l'M102, basato sullo scafo del carro M47 Patton, di cui però furono costruiti solo i prototipi. Il primo veicolo ad essere costruito in serie (243 esemplari) fu l'M728, su scafo M60 Patton a partire dal 1966 armato con un obice da 165 mm e fornito di una gru a capra imperniata sulla torretta e di una pala anteriore. Altro veicolo destinato a questo uso fu il M113, attrezzato appositamente con una lama per spianare il terreno.
In ambito NATO meritano di essere ricordati il Centurion AVRE (Armoured Vehicle Royal Engineers), armato con un obice da 165 mm per le demolizioni e fornito di una lama da bulldozer anteriore, praticamente l'ultima realizzazione di questo tipo di veicolo. In Germania fu sviluppato in 68 esemplari il Pionierpanzer su scafo Leopard 1, distribuito anche all'Esercito Italiano, come armamento aveva solo due mitragliatrici MG 59 7,62 mm e 6 mortai lanciafumogeni, ma era fornito di una gru e di una lama per lavori di terra. In Francia venne rielaborato il veicolo trasporto truppe AMX-VCI, sempre fornito di gru e lama da bulldozer.
Infine merita di essere menzionato il FV 180 CET (Combat Engineers Tractor - Trattore da combattimento del genio), che fu il primo veicolo progettato appositamente per questo uso (cioè, non derivato da veicoli preesistenti) nel 1966, venne costruito a partire dal 1975, il veicolo del peso di poco più di 17 t era corazzato in lega leggera ed era in grado di galleggiare con una preparazione limitata. Era fornito di una pala scavatrice e di mortai lanciafumogeni, ma erano previsti diversi kit per impieghi particolari (gru, guide per realizzare ponti di barche, barre di spinta in acqua).
Nel campo del Patto di Varsavia è da notare il veicolo IMR, su scafo T-55 con una pala meccanica anteriore e la torretta sostituita da una gru a braccio telescopico ruotante.

## Motocicli
Una gamma particolare di veicoli per usi speciali sono i motocicli, che hanno avuto la massima diffusione fra la prima guerra mondiale e la metà del XX secolo, Al giorno d'oggi, motocicli non sono più utilizzati per compiti tipicamente militari.

## Veicoli per usi speciali
- M3 Amphibious Rig
- M520 GOER
- M992
- M993